# Lazkao
Lazkao is een gemeente in de Spaanse provincie Gipuzkoa in de regio Baskenland met een oppervlakte van 11 km². In 2001 telde Lazkao 4920 inwoners.

## Demografische ontwikkeling
Bron: INE, 1857-2011: volkstellingen

## Geboren
- Joseba Beloki (1973), wielrenner
- Garikoitz Bravo (1989), wielrenner